# Драган Лазаревић
Драган Лазаревић (Рио де Жанеиро, 8. мај 1964) српски је стрип-цртач, илустратор, карикатуриста, сценариста, уредник и издавач. На међународној сцени објављује под уметничким именом Драган де Лазаре (Dragan de Lazare).
Један је од зачетника тренда рада стрипара из Србије у Француској (Le Temoin, 1989), аутор је са Митиком и Валтеријем хит серијала „Рубина“ (1991—1999), а црнохуморни албум са Милојковићем Acidités de couleur noire представља посвету мајсторима франко-белгијског стрипа (2016).
Један је обновитеља Удружења стрипских уметника Србије 2010. и његов потпредседник од 2015. године.
Увршћен је у „Енциклопедију националне дијаспоре”, коју уређује Иван Калаузовић Иванус.

## Биографија
Рођен је у Рио де Жанеиру, у дипломатској породици. Завршио је Дизајнерску школу у Београду, где је започео и прве кораке ка стрипу, дружећи са Милорадом Жарићем из „Дечјих новина“ и са Мишом Мићићем.
Објављује од 17. године у југословенским стрипским ревијама и часописима: Младост, Стрип забавник, Вал стрип, Еурека, Оскар и другим. У групи „Београдски круг 2“ започиње сарадњу са сценаристом Драганом Перићем са којим ствара лик „Дуца“, а потом и са сценаристом Лазаром Одановићем са којим ствара стрипове „Зар“, „Ив Рокатански“, „Црно-бели свет“, „Икс-ион“, „Рене Бозар“... 
Лазаревић 1986. године одлази на студије унутрашње архитектуре и дизајна у Париз, где почиње да објављује и своје стрипове. У фанзину Рататуј објављује стрип „Париз јесен 86“. Сарађује са стрипским ревијама Профил, Zooland и Топ магазин. Упоредо се бави цртањем за рекламну агенцију „Транс БД“. 
У Београду 1987. године са Божидарем Милојковићем БАМ-ом, Драганом Боснићем, Зораном Ковачевићем и Лазаром Одановићем оснива стрипски магазин Контејнер, а 1994. и ревију Финеса, у којој ће бити и главни уредник. 
У Француској 1989. год. објављује албум Le Temoin, авантуре Ива Рокатанског по Одановићевом сценарију, што је први комплетан албум из Србије објављен на модерном француском тржишту, на почетку трајног тренда рада српских аутора у француском стрипу. На стрипским фестивалима Лазаревић упознаје сценаристу Жан-Клода Смита /Jean-Claude Smit/, познатијег као Mythic, са којим ствара стрипове „Џорџ и Вашингтон“, „Гиле Гулић“ и „Шоуфер“.
Лазаревић 1991. године, пробама за нови женски лик, полицајке Рубине, упознаје легенду белгијског стрипа Франсоа Валтерија /François Walthéry/ и са Митиком као сценаристом започиње рад на серијалу „Рубина“ за белгијског издавача „Ломбар“ /Le Lombard/, све до 1999. године када одлучује да прекине сарадњу са издавачем из Брисела због бомбардовања Србије. 
Креирао је дечје ликове Школарац, Школарка и Шики Мики за истоимене школске часописе. Аутор је више стрипских издања са верском тематиком: „Свети Владика Николај српској деци“ и сценарија за „Рођење Христово“, „Св. Цар Константин“ и „Св. Прохор Пчињски“. Од 2004. до 2014. године бавио се креирањем и издаваштвом честитки у својој фирми „Де Лазаре“. 
Од 2007. до 2016. године аутор је са Божидарем Милојковићем БАМ-ом више „ФилмСТРИП“ албума по ремек-делима домаће и светске кинематографије Маратонци трче почасни круг, Бен-Хур, Тачно у подне, Клеопатра, Дванаест жигосаних и Спартак.
Активно се бави писањем сценарија за стрипове и графичке романе „Сат“, „Фантастичне авантуре инспектора Рајевића“, „Девето Откровење“ и друге. 
Априла 2015. Лазаревић објављује монографију Блогографија: БАМова стрип авантура, о свом колеги и сараднику Божидару Милојковићу БАМу, поводом тридесетогодишњице заједничког рада на стрипу. 
На стрипском фестивалу „Фести ДБулес“ у Сан Ремију, у Бургоњи, у Француској, у јануару 2016. Лазаревић добија награду — Гран При публике „Златна Муза“. 
Са БАМ-ом и Лазаром Одановићем у децембру 2016. године, за француско тржиште, објављује стрипски албум Acidités de couleur noire код издавача „ЈИЛ Едисион“, који обједињује црнохуморне приче и гегове које су ови аутори заједно стварали последње три деценије.

## Стрипографија
- „Дуца“, 1983-84.
- „Зар“, 1984.
- „Црно-бели свет“, 1985.
- „Икс-ион“, 1985-87.
- „Ив Рокатански“, 1986-87. /Une aventure de Yves Rokatansky/, сценарио Лазар Одановић као ,

1. , , 1989.

- „Париз јесен 1986“, 1986.
- „Џорџ и Вашингтон“, 1989.
- „Гиле Гулић“, 1989.
- „Шоуфер“, 1990.
- „Рубина“ / „Rubine“, сценарио Жан-Клод Смит као Mythic и Франсоа Валтери,

1. , 1993.
2. , 1994.
3. , 1995.
4. , 1996.
5. , 1997.
6. , 1998.
7. , 2000.
8. , 2002.

- „Школарац“, „Школарка“ и „Шики Мики“ 1998-2000.
- „Дунавко“, 1999.
- „Рождество Христово“ 2008. (сценарио)
- „Маратонци трче почасни круг“ (са БАМ-ом), 2007-12.
- „Бен-Хур“ (са БАМ-ом), 2007.
- „Тачно у подне“ (са БАМ-ом), 2009.
- „Клеопатра“ (са БАМ-ом), 2010.
- „Св. Цар Константин“, 2012. (сценарио)
- „Св. Прохор Пчињски“, 2015. (сценарио)
- „Недођија“, 2014-15.
- „Спартак“ (са БАМ-ом), 2016.
- „Наши нови клинци“ 2016.
- (са БАМ-ом), 2016.